# Kip Hanrahan
Kip Hanrahan est un musicien de jazz, impresario, producteur et percussionniste américain.

## Biographie
Kip Hanrahan est né dans un quartier portoricain du Bronx à New York dans une famille irlando-juive,,. Il joue un rôle si particulier dans les albums parus sous son nom que son travail a été souvent comparé à celui d'un réalisateur de films d'avant-garde. Regroupant autour de lui des musiciens de divers horizons, il combine les apports de figures marquantes du jazz moderne, de l'avant-garde new yorkaise et du free jazz (en particulier le saxophoniste David Murray, le pianiste Don Pullen, le bassiste Steve Swallow ainsi que la chanteuse Carmen Lundy), des musiciens issus du latin jazz (les percussionnistes Milton Cardona et Horacio Hernandez), et des chanteurs issus de la mouvance rock comme Sting (sur un album) et surtout Jack Bruce, présent dans presque tous ses albums entre 1982 et 1995. Depuis le début des années 2000, la partie chant est tenue alternativement par les guitaristes Brandon Ross et Roberto Poveda, le bassiste Fernando Saunders et les chanteuses Jennifer Hernandez, Lucy Penabaz ou encore Lucia Ameen.
De plus, il a constitué avec la plupart de ces musiciens un groupe intitulé Conjure, dans le but de jouer sur des textes écrits par le poète Ishmael Reed. 
Fondateur du label American Clavé en 1979, il a aussi produit d'importants enregistrements de Astor Piazzolla, maître du tango nuevo, durant les dernières années de la vie du bandonéoniste et compositeur argentin (1986, 1987, 1989), ainsi que des enregistrements de figures notables de musique latine comme Jerry Gonzalez.

## Discographie sélective

### Sous le nom de Kip Hanrahan
- Coup de Tete (enregistrement 1979-81, parution 1981)
- Desire Develops an Edge (enregistrement 1982-3, parution 1983)
- Vertical's Currency (enregistrement 1984, parution 1986)
- Days and Nights of Blue Luck Inverted (enregistrement 1988-9, parution 1990)
- Tenderness (enregistrement 1988-9, parution 1990)
- Exotica (enregistrement 1992, parution 1993)
- All Roads Are Made of the Flesh (enregistrement 1984–94, parution 1995)
- A Thousand Nights and a Night (1 - Red Nights) (enregistrement 1994-6, parution 1996)
- A Thousand Nights and a Night (Shadow Nights 1) ( (enregistrement 1994-8, parution 1998)
- A Thousand Nights and a Night (Shadow Nights 2) (enregistrement 1994-8)
- Deep Rumba/This Night Becomes A Rumba (enregistrement 1999-2000, parution 2000)
- Beautiful Scars (enregistrement 2004-2007, parution 2007)
- At Home In Anger. Which Could Also Be Called IMPERFECT, Happily (enregistrement 2004-2010, parution 2011)
- Crescent Moon Waning - (enregistrement 2015-2016, parution 2017)

### Sous le nom de Conjure
- Conjure (enregistrement 1983, parution 1985)
- Conjure: Cab Calloway Stands in for the Moon (enregistrement 1987-8, parution 1988)
- Conjure: Bad Mouth (enregistrement 2005, parution 2006)

### Bande son
- Musique originale de la bande-son du film Piñero (enregistré 2001, parution 2002)

### Compilations
- Anthology (parution 1993)
- Drawn from Memory (Greatest Hits, Or Whatever...  Kip on Campus) (parution 2000)

### Divers
- A Few Short Notes for the End Run (enregistré en 1984-1985)